# Kenji Komata
Kenji Komata (Prefettura di Niigata, 15 luglio 1964) è un ex calciatore giapponese, di ruolo centrocampista.